# 우문태
우문태(宇文泰, 505년 ~ 556년 11월 21일(음력 10월 4일))는 중국 남북조시대 북위, 서위의 정치가로 자는 흑달(黑獺)이다. 북주의 기초를 닦은 인물로 559년 명제 우문육이 묘호는 태조(太祖), 시호는 문제(文帝)로 추증하였다.

## 생애
우문태는 선비족으로 출신지는 무천진(현재의 내몽고 자치구에 있었던 북위의 군사기지)이다.
우문태는 6진의 난에 참가하였다가 하발악에게 귀순하여 두각을 나타내었다. 하발악의 사후, 하발악이 가지고 있던 기반으로 관중지방에서 세력을 과시했다.
534년 북위의 승상 고환을 제거하는 음모를 꾸미다가 실패한 효무제는 관중의 장안으로 도망쳐 당시 관서 대도독이었던 우문태의 보호를 받았다.
이로 인해 북위는 동서로 분열했다. 고환은 업에서 효정제를 옹립하여 동위가 되었고, 우문태가 문제를 옹립하여 서위가 되었다. 이 때 우문태는 서위의 승상으로 승진했다.
우문태는 새롭게 24군제를 창시했는데, 이 제도는 군의 조직을 주국 → 대장군 → 개부(開府)의 계열로 내려오게 한뒤, 그 정점에 우문태가 있게 한 것이다. 이 제도는 후에 부병제의 근간이 되었다.
서위는 우문태가 실권을 장악했기 때문에, 황제는 우문태의 꼭두각시였다. 그래서 비록 국력은 동위에 비해 떨어졌지만 그의 군사적 능력이 뛰어나 여러차례 동위를 압도하는 전과를 올릴 수가 있었다.
553년에 남조 양나라가 후경의 난에 의해 혼란해진 사이를 틈타 촉을 빼앗아 영토를 확장했다. 또한 강릉을 함락해 양 원제를 살해한 뒤 소찰을 세워 후량을 건국하게 함으로써 남조에 타격을 주는 데도 성공한다.
우문태의 사후 승상을 물려받은 우문각은 556년 공제로부터 선양을 받아 제위에 올라 북주를 건국했다.

## 가족 관계

### 부모
- 부친 : 덕황제(德皇帝) 우문 굉(宇文 肱)
- 모친 : 명덕황후(明德皇后) 왕씨(王氏)

### 정부인
| 봉호                    | 시호               | 이름(성씨)     | 별칭  | 재위년도 | 생몰년도  | 국구(장인/장모)                 | 능묘           | 비고  |
| ----------------------- | ------------------ | -------------- | ----- | -------- | --------- | ------------------------------- | -------------- | ----- |
| 안정공부인 (安定公夫人) | 문황후(文皇后)     | 원씨(元氏)     | [ 1 ] | (추존)   | ? ~ 551년 | 위 무목제(魏 武穆帝) 원회(元懷) | 성릉(成陵)     | [ 2 ] |
| 희(姬)                  | 문선황후(文宣皇后) | 질노씨(叱奴氏) | [ 3 ] | (추존)   | ? ~ 574년 |                                 | 영고릉(永固陵) | [ 4 ] |

### 후궁
| 봉호       | 별칭 | 이름(성씨)               | 생몰년도 | 비고  |
| ---------- | ---- | ------------------------ | -------- | ----- |
| 부인(夫人) |      | 요씨(姚氏)               |          |       |
| 희(姬)     |      | 달보간 씨(達步幹氏)      |          |       |
| 희(姬)     |      | 왕씨(王氏)               |          |       |
| 희(姬)     |      | 장여필(張女畢)           |          |       |
| 부인(夫人) |      | 권백녀(權白女)           |          |       |
| 부인(夫人) |      | 오륙혼 현옥(烏六渾 現玉) |          | [ 5 ] |

### 왕자
| -  | 봉호               | 시호   | 이름             | 생몰년도      | 생모            | 별칭   | 비고                           |
| -- | ------------------ | ------ | ---------------- | ------------- | --------------- | ------ | ------------------------------ |
| 1  | 영도군공(寧都郡公) |        | 우문 육(宇文 毓) | 534년 ~ 560년 | 부인 요씨       | [ 6 ]  | 북주 제2대 황제 명제(明帝).    |
| 2  | 송국공(宋國公)     | 헌(獻) | 우문 진(宇文 震) | ? ~ 550년     |                 | [ 7 ]  |                                |
| 3  | 주국공(周國公)     |        | 우문 각(宇文 覺) | 542년 ~ 557년 | 문황후 원씨     | [ 8 ]  | 북주 초대 황제 효민제(孝閔帝). |
| 4  | 노국공(魯國公)     |        | 우문 옹(宇文 邕) | 543년 ~ 578년 | 문선황후 질노씨 | [ 10 ] | 북주 제3대 황제 무제(武帝).    |
| 5  | 제왕(齊王)         | 양(煬) | 우문 헌(宇文 憲) | 545년 ~ 578년 | 희 달보간 씨    | [ 11 ] |                                |
| 6  | 위왕(衛王)         | 랄(剌) | 우문 직(宇文 直) | ? ~ 574년     | 문선황후 질노씨 | [ 12 ] |                                |
| 7  | 조왕(趙王)         | 참(僭) | 우문 초(宇文 招) | ? ~ 580년     | 희 왕씨         | [ 13 ] |                                |
| 8  | 초왕(誰王)         | 효(孝) | 우문 검(宇文 儉) | 551년 ~ 578년 | 부인 권백녀     | [ 14 ] |                                |
| 9  | 진왕(陳王)         | 혹(惑) | 우문 순(宇文 純) | ? ~ 580년     |                 | [ 15 ] |                                |
| 10 | 월왕(越王)         | 야(野) | 우문 성(宇文 盛) | 554년 ~ 580년 |                 | [ 16 ] |                                |
| 11 | 대왕(代王)         | 비(奰) | 우문 달(宇文 達) | ? ~ 580년     | 희 장여필       | [ 17 ] |                                |
| 12 | 기왕(冀王)         | 강(康) | 우문 통(宇文 通) | 555년 ~ 571년 | 오륙혼 현옥     | [ 18 ] |                                |
| 13 | 등왕(滕王)         | 문(聞) | 우문 유(宇文 逌) | 556년 ~ 581년 |                 | [ 19 ] |                                |

### 왕녀
| -  | 봉호               | 이름 | 생몰년도      | 생모 | 부마                            | 별칭   | 비고 |
| -- | ------------------ | ---- | ------------- | ---- | ------------------------------- | ------ | ---- |
| 1  | 공주(公主)         |      | ? ~ 554년     |      | 서위 폐제(西魏 廢帝) 원흠(元欽) | [ 20 ] |      |
| 2  | 양양공주(襄陽公主) |      |               |      | 성도현공(成都縣公) 두의(竇毅)   |        |      |
| 3  | 의안공주(義安公主) |      |               |      | 위국공(魏國公) 이휘(李暉)       |        |      |
| 4  | 순양공주(順陽公主) |      |               |      | 소국공(邵國公) 양찬(楊瓚)       |        |      |
| 5  | 평원공주(平原公主) |      |               |      | 임국공(任國公) 우익(于翼)       |        |      |
| 6  | 영부공주(永富公主) |      |               |      | 사웅(史雄)                      |        |      |
| 7  | 서하공주(西河公主) |      | 541년 ~ 596년 |      | 팽국공(彭國公) 유창(劉昶)       | [ 21 ] |      |
| 8  | 의귀공주(義歸公主) |      |               |      | 청하효공(淸河孝公) 이기(李基)   |        |      |
| 9  | 의도공주(宜都公主) |      |               |      | 오룡군공(五龍郡公) 양예(梁睿)   |        |      |
| 10 | 덕광공주(德廣公主) |      |               |      | 조영국(趙永國)                  |        |      |
| 11 | 공주(公主)         |      |               |      | 곽국공(霍國公) 하발 의(賀拔 緯) |        |      |
| 12 | 공주(公主)         |      |               |      | 서국공(徐國公) 약간 봉(若干 鳳) |        |      |

## 참고 문헌
- 《주서(周書)》
- 《북사(北史)》